# Göran Brunius
Per Göran Gomer Brunius, född 2 augusti 1911 på Lidingö, död 6 april 2005, var en svensk konstnär och författare.
Han var son till August Brunius och Célie Cleve och bror till Teddy och Clas Brunius. Från 1939 var han gift med Inga Lindroth (skild), barn: Peter Brunius, konstnär. Från 1979 var han gift med Elisabet Ekström, barn: Helena Brunius, född 1966, konstnär.     
Brunius studerade vid Otte Skölds målarskola och vid Bror Hjorths och Nils Möllerbergs skulpturskola 1930–1931. Han studerade därefter måleri och etsning vid Konstakademin i Stockholm 1932–1936, vid Maison Watteau i Paris 1935–1936 och för Marcel Gromaire och Othon Friesz 1936–1937 samt teatermåleri för Isaac Grünewald. Han debuterade i Stockholm med en separatutställning 1933 och ställde därefter ut på Fahlcrantz konstgalleri 1935, Galerie Moderne 1936, Louise Hahnes konstgalleri 1947 samt i Modern konst i hemmiljö 1951. Han medverkade i samlingsutställningar med bland annat Sveriges allmänna konstförening, Konstnärernas Samarbetsorganisation, Liljevalchs Bumerang samt i Paris, Moskva, Berlin, London, Caracas och i New York. Han tilldelades Albert Engström-priset 1998.
Hans konst består av porträtt, marinmotiv, modellstudier, landskap och fåglar i olja med en impressionistisk stil, som tecknare och etsare har han för Naturhistoriska riksmuseet utfört en serie fågelbilder, samt illustrerat fågelböcker bland annat utförde han omslaget till diktaren Hans Hartvig Seedorff essä De bevingade.
Brunius är representerad vid Nationalmuseum, Moderna museet, Gävle museum, Kalmar konstmuseum, Örebro läns landsting, Institut Tessin i Paris och Västerås konstförenings samlingar.    
Göran Brunius är gravsatt på Lidingö kyrkogård.